# Dicranota perelegantula
Dicranota (Euamalopina) perelegantula là một loài ruồi trong họ Pediciidae. Chúng phân bố ở vùng Indomalaya.